# بركان وتسونامي هونغا تونغا 2022
حدث ثوران بركاني كبير في هونغا تونغا، وهي جزيرة بركانية في دولة تونغا في المحيط الهادئ، في 15 يناير 2022. تسبب الثوران في حدوث موجات مد عاتية (تسونامي) في كل من تونغا وفيجي وساموا الأمريكية. وصدرت تحذيرات من حدوث تسونامي في فيجي، وساموا، وفانواتو، ونيوزيلندا، وأستراليا، واليابان، والولايات المتحدة، وكندا، والمكسيك، وشيلي، والإكوادور. أُبلغ عن موجات مدمرة من تسونامي في نيوزيلندا والولايات المتحدة وتشيلي وبيرو. وأُعلن عن غرق شخصين في بيرو عندما ضربت موجة ارتفاعها مترين الساحل، وأصيب صيادان في كاليفورنيا بجروح طفيفة.

## خلفية
كان البركان غير نشط نسبيًا منذ عام 2014، لكنه بدأ في الثوران في 20 ديسمبر 2021، مرسلاً جزيئات إلى طبقة الستراتوسفير، وكان عمودًا كبيرًا من الرماد مرئيًا من نوكوالوفا، عاصمة تونغا، على مسافة 70 كيلومتر (43 ميل) من البركان. أصدر المركز الاستشاري للرماد البركاني (VAAC) في ويلينجتون، نيوزيلندا، إشعارًا استشاريًا لشركات الطيران. سمع دوي انفجارات حتى مسافة 170 كيلومتر (110 ميل). انتهى هذا الثوران الأولي في الساعة 02:00 يوم 21 ديسمبر. ولكن استمر النشاط البركاني، ففي 25 ديسمبر، زاد حجم الجزيرة على صور الأقمار الاصطناعية. ومع انخفاض النشاط البركاني في الجزيرة، اعتُبر البركان خامدًا في 11 يناير 2022.

## الثوران

لقطة مقرّبة للثوران كما تُرى من الفضاء خلال ساعة و40 دقيقة تقريبًا.

بدأ انفجار كبير في 14 يناير، وأرسل سحبًا من الرماد لـ 20 كيلومتر (12 ميل) في الغلاف الجوي. أصدرت حكومة تونجا تحذيرًا للسكان من حدوث موجات مد عاتية (تسونامي). لاحظ الجيولوجيون في تونجا بالقرب من البركان حدوث انفجارات وعمود رماد بلغ عرضه 5 كيلومتر (3.1 ميل).
في اليوم التالي، حدث ثوران أكبر بكثير في حوالي الساعة 17:00 (04:00 بالتوقيت العالمي). أصدر المركز الاستشاري للرماد البركاني مرة أخرى إشعارًا استشاريًا لشركات الطيران. وصل الرماد الناتج عن الانفجار إلى اليابسة على جزيرة تونجاتابو، مما أدى إلى حجب أشعة الشمس. وسُمع دوي الانفجارات على مسافة 40 ميلا (65 كم) في Nukuʻalofa وسقطت الحجارة الصغيرة والرماد من السماء. عَلَق العديد من سكان تونغا بسبب شلل حركة المرور أثناء محاولتهم الفرار إلى مناطق مرتفعة. سُمع دوي الانفجار في أماكن بعيدة مثل ساموا، على بعد حوالي 520 ميلاً (840 كم). وذكر سكان فيجي سماعهم لأصوات الرعد. كما سُمع دوي الانفجارات في الجزيرة الشمالية لنيوزيلندا وفي مناطق بعيدة مثل الساحل الشرقي لأستراليا. وتُظهر الصور الملتقطة من الفضاء بواسطة الأقمار الصناعية عمود رماد بركاني واسع جدًا وموجات صدمية تنتشر عبر المحيط الهادئ. جرى قياس موجة الضغط بواسطة محطات الطقس في جميع أنحاء نيوزيلندا حيث وصلت السعة القصوى قرابة 7 باسكال. جرى تسجيل موجة الضغط أيضًا بواسطة محطات الأرصاد الجوية في أستراليا. سجلت هيئة المسح الجيولوجي الأمريكية اندلاع البركان بقوة الموجة السطحية 5.8. كما رُصد تذبذب ضغط قدره 2.5  باسكال في سويسرا.
لوحط نشاط البرق المكثف خلال مرحلة الثوران. حيث رصدت شبكة Vaisala National Lightning Detection Network -المخصصة لرصد البرق- عن وجود برق على شكل موجات راديو. حيث سجل النظام حدوث عدة مئات إلى آلاف من ومضات البرق خلال الأسبوعين السابقين للانفجار. وفي الفترة من 14 إلى 15 يناير، حدثت عشرات الآلاف من ومضات البرق. وفي 15 يناير، بين الساعة 05:00 والساعة 06:00 بالتوقيت العالمي المنسق، جرى تسجيل قرابة 200000 ومضة.
أظهرت الملاحظات الأولية أن عمود الرماد البركاني أطلق كمية كبيرة من المواد البركانية في الستراتوسفير. من المحتمل أن يتسبب هذا الثوران البركاني في إحداث تأثير مناخي مؤقت. وصف عالم من جامعة أوكلاند ذلك الثوران بأنه حدث واحد في 1000 عام.

## التأثير
تتوفر معلومات قليلة حتى الآن عن حجم الأضرار والخسائر في تونغا بسبب مشاكل الاتصال. صرحت رئيسة الوزراء النيوزيلندية جاسيندا أرديرن أن الكبل البحري الذي يخدم الاتصالات مع تونغا قد تأثر، ربما بسبب انقطاع التيار الكهربائي، وأن السلطات كانت تحاول بشكل عاجل استعادة الاتصالات. بثت شبكة سكاي نيوز لقطات فيديو تظهر موجات تضرب مناطق ساحلية في تونغا. وأفادت الأنباء أن جزيرة أتاتا، وهى جزيرة صغيرة تقع قبالة العاصمة، قد غُمرت وتجرى عمليات إنقاذ. ووردت بعض التقارير أن سكان تونغا يجدون صعوبة في التنفس نتيجة الرماد. ولم تؤكد حكومة تونجا وقوع أي ضحايا جراء الانفجار والتسونامي.
أودى تسونامي بحياة امرأتين في بيرو عندما ضربتهما موجة ارتفاعها مترين على شاطئ Naylamp، Lambayeque. كانت المرأتان في تركبان في شاحنة مع زوج أحدهما، وعندما ضربت الموجة نجا الزوج بينما توفيت المرأتان.
في سان جريجوريو بولاية كاليفورنيا، جرفت موجة تسونامي أربعة صيادين في البحر، فأصيب اثنان من الرجال وتلقيا العلاج الطبي بينما جرى إنقاذ الاثنين الآخرين دون أن يصابا بأذى.

## تسونامي

### أوقيانوسيا
نتيجة للثوران الذي وقع في 15 يناير 2022، ضرب زلزال بقوة 5.8 درجة وموجة تسونامي بارتفاع 1.2 متر (3.9 قدم) العاصمة التونغية نوكوالوفا. سجلت مقاييس المد والجزر في المدينة موجات بلغ ارتفاعها 1.5–2 متر (4.9–6.6 قدم). وأظهرت مقاطع فيديو نُشرت على الإنترنت سلسلة من الموجات تضرب الشاطئ والمنازل وتزيل الركام. تظهر مقاطع فيديو أخرى سحابة من الرماد تحجب الشمس. وبحسب ساكن في العاصمة التونغية، فقد سُمع دوي سلسلة من الانفجارات الصغيرة الأولية. ثم تبعها تسونامي بعد حوالي 15 دقيقة. قيل أن الموجة الأولى كانت الأكبر. لوحظت موجة بيضاء طويلة في البحر تقترب من الساحل. وبحسب ما ورد فقد ضربت ثلاث موجات الساحل. في أعقاب موجة تسونامي، جرى إخلاء الملك توبو السادس، وحدثت اختناقات مرورية حين حاول السكان المحليون الفرار إلى مناطق مرتفعة.
في فيجي، سجل مقياس المد والجزر في العاصمة سوفا موجة قياسها 20 سنتيمتر (8 بوصة)، في الساعة 17:40 بالتوقيت المحلي. كما أُبلغ عن بعض أنشطة تسونامي في جزر لاو. وضرب تسونامي منخفض جزر Moce، وموالا، وكادافو وتافيوني، مما تسببت في حدوث فيضانات.
في ساموا الأمريكية، سُجل حدوث تسونامي بقياس 2 قدم (0.61 م) بواسطة مقاييس المد والجزر.
حدثت موجات تسونامي «مدمرة» بلغت 1–2.5 متر (3 قدم 3 بوصة–8 قدم 2 بوصة) في عدة جزر في فانواتو. وذكرت إدارة الأرصاد الجوية بفانواتو أن نشاط تسونامي من المتوقع أن يستمر ليلة 15 يناير 2022. وجرى تسجيل أمواج يصل ارتفاعها إلى 0.8 متر (2.6 قدم) في هانالي، هاواي.
وأغرقت أمواج تسونامي عدة قوارب ونزعت قوراب أخرى من مراسيها في أحد المراسي في توتوكاكا بنيوزيلندا. أخذت الأمواج القوارب إلى الخليج وحطمت بعضها معًا. وقالت وزارة الدفاع المدني إن الأضرار التي لحقت بالميناء كانت «خطيرة». وفقًا لهيئة الطقس في خليج هوراكي، فقد ضرب تسونامي في 16 يناير بين الساعة 01:05 و01:10 بالتوقيت المحلي في جزيرة جريت باريير بارتفاع بلغ 1.33 متر (4.4 قدم). تسببت موجة تسونامي في حدوث فيضانات في خليج ماهينبوا حيث كان يوجد موقع لمخيم به خمسين فردًا، ولكن جميع الأفراد الخمسين الموجودين في الموقع خرجوا آمنين. ولم ترد أنباء عن سقوط ضحايا في نيوزيلندا.
في أستراليا، قال مكتب الأرصاد الجوية إن موجات تسونامي رُصدت طوال ليلة السبت على الشواطئ على طول الساحل الشرقي لأستراليا. وبلغ أقصى ارتفاع لموجات تسونامي قرابة 1.27 متر (4.2 قدم) في جزيرة نورفولك، و1.10 متر (3.6 قدم) في جزيرة لورد هاو، و0.82 متر (2.7 قدم) في جولد كوست، كوينزلاند، و0.77 متر (2.5 قدم) في Twofold Bay في نيو ساوث ويلز و0.50 متر (1.6 قدم) في هوبارت، تسمانيا.

### آسيا
في مُدن كوميناتو، وأمامي كاجوشيما في اليابان، أُبلغ عن تسونامي بارتفاع 1.2 متر (3 قدم 11 بوصة) في الساعة 23:55 يوم 15 يناير بتوقيت اليابان. وفي توساشيميزو، كوتشي، بلغ ارتفاع تسونامي 0.9 متر (2 قدم 11 بوصة). وأُبلغ عن تسونامي بارتفاع 0.9 متر (2 قدم 11 بوصة) أيضًا في تشي تشي جيما. كما ضرب تسونامي ساحل توهوكو بارتفاع 0.7 متر (2 قدم 4 بوصة) في الساعة 00:38 بالتوقيت المحلي يوم 16 يناير. وفي ميناء سينداي بلغ قياس تسونامي 0.9 متر (2 قدم 11 بوصة) الساعة 00:08. أما محافظة إيواته فقد جرى تسجيل تسونامي بطول 1.1 متر في الساعة 02:26 يوم 16 يناير. أُبلغ عن موجات تسونامي أقل من متر على طول ساحل المحيط الهادئ في هوكايدو. كان هذا أول تحذير من حدوث موجات مد عاتية (تسونامي) منذ زلزال فوكوشيما عام 2016.

### الأمريكتان
أُبلغ عن موجات تسونامي كبيرة ضربت ميناء سانتا كروز في كاليفورنيا صباح يوم السبت. كما ذُكر وجود تيارات قوية في هاف مون باي في تغريدة من حساب إدارة إطفاء سان ماتيو-سانتا كروز الرسمي. كانت أعلى الأمواج في بورت سان لويس وكريسنت سيتي، كاليفورنيا، حيث بلغت 4.3 قدم (1.3 م) و3.7 قدم (1.1 م) على التوالي. غمرت المياه ساحة انتظار السيارات في ميناء سانتا كروز بارتفاع 3 قدم (0.91 م) من الماء. نُقل اثنين من الصيادين إلى المستشفى بعد أن جرفتهما المياه في شاطئ ولاية سان جريجوريو. أنقذ رجال الإطفاء في سان فرانسيسكو وخفر السواحل ثلاثة من راكبي الأمواج على الأقل. رُصدت أمواج تصل إلى 1.2 قدم (0.37 م) في نيكولسكي، ألاسكا. كما لوحظت موجات صغيرة في شاطئ سيل.
على السواحل المكسيكية لولايات غيريرو وكوليما وشبه جزيرة باجا كاليفورنيا، أُبلغ عن ارتفاع مستوى سطح البحر بموجات تراوحت من 1 قدم (0.30 م) حتى 2 قدم (0.61 م). وبلغ الحد الأقصى لمستوى المد والجزر 2.05 مترًا في مانزانيلو، كوليما وفقًا لما أعلنته خدمة ماريوغرافيك لمعهد الجيوفيزياء التابع للجامعة الوطنية المستقلة في المكسيك. وبلغ ارتفاع تسونامي 1.19 متر في زيهواتانيجو. وسُجلت موجات يقل ارتفاعها عن متر واحد في أكابولكو وهواتولكو وسالينا كروز.
على طول ساحل بيرو، كان تسونامي مدمرًا. حيث تضررت المطاعم والقوارب في شاطئ لاجونيلاس ومنطقة سان أندريس من جراء الأمواج. جرى إجلاء العديد من مرتادي الشواطئ إلى مكان آمن، بينما أغلقت الشركات مقارها. ووقعت أضرار في أرصفة الميناء وبعض المنازل في العاصمة ليما. وفي بعض المناطق قام أصحاب القوارب بجر قواربهم إلى الشاطئ لمنع الأمواج من إتلافها. جرى تأكيد بعض الأضرار المادية على الشواطئ. وسُجلت موجة قياسها 0.68 م في ميناء كالاو وأخرى بارتفاع 0.72 م في منطقة ماركونا، أما في بايتا فقد بلغت 0.65 م. وبلغ ارتفاع تسونامي مترين في لامبايك، مما أسفر عن مقتل شخصين.
في شمال تشيلي، ضربت أمواج يصل ارتفاعها إلى مترين الساحل. وأظهرت مقاطع فيديو وصور على وسائل التواصل الاجتماعي من منطقة لوس ريوس، موجة تسونامي كبيرة ألحقت أضرارًا بالأرصفة، وحملت القوارب وأصابت الشواطئ. جرى إصدار إخطارات إخلاء ساحلية في 14 من أصل 16 منطقة في تشيلي. ورُفع مستوى الإنذار إلى «أحمر» في أكثر من 6400 كيلومتر من الساحل. قال المكتب الوطني التشيلي للطوارئ (ONEMI) إن نشاط تسونامي يمكن أن يستمر بين عشية وضحاها، لذا يتعين على المتضررين الاستمرار في حالة الطوارئ.
سُجلت موجات تسونامي طفيفة في أماكن بعيدة مثل خليج المكسيك والبحر الكاريبي، حيث بلغت 0.18 متر (0.59 قدم) في بورتوريكو.

## ردود الفعل
صدر تحذير من حدوث تسونامي في 14 يناير في تونغا بعد ملاحظة الثوران البركاني. وعندما انخفض النشاط البركاني بعد ذلك الثوران ر، فع التحذير في الصباح الباكر من يوم 15 يناير. لوحظت موجة طولها 30 سم خلال أول تحذير من تسونامي. صدر تحذير آخر في تونغا بأكملها مساء يوم 15 يناير بعد حدوث ثوران آخر كبير. انطلقت صفارات الإنذار في العاصمة نوكوالوفا بينما حثت السلطات السكان على الفرار إلى مناطق مرتفعة.
أصدرت إدارة الموارد المعدنية في فيجي تحذيرات للأشخاص الذين يعيشون حول المناطق الساحلية بالابتعاد عن الشواطئ. وجرت عمليات الإجلاء في جزر لاو بعد ملاحظة نشاط موجي في البحر. حث القائم بأعمال رئيس وزراء فيجي، أياز سيد خيوم، المواطنين على البقاء في منازلهم وتغطية خزانات المياه المنزلية في حالة هطول الأمطار بسبب خطر حامض الكبريتيك الناتج عن الانفجار.
صدرت تحذيرات من تسونامي في ساموا الأمريكية من قِبل مركز التحذير من تسونامي في المحيط الهادئ (PTWC). واعتبر المركز أن تسونامي «خطير»، وحذر من أن التغيرات في مستوى سطح البحر وكذلك التيارات القوية يمكن أن تشكل خطرًا على طول الساحل. أصدرت ساموا في وقت لاحق تحذيرا من تسونامي. وفي وقت لاحق ألغى المركز تحذير تسونامي لساموا الأمريكية.
طلبت الوكالة الوطنية لإدارة الطوارئ في نيوزيلندا من السكان توقع «تيارات قوية وغير عادية واندفاعات غير متوقعة» على طول الساحل الشمالي والشرقي للجزيرة الشمالية، وكذلك جزر تشاتام. وأضافت الوكالة أن التيارات قد تؤدي إلى إصابة الناس وإغراقهم.
أصدر مكتب الأرصاد الجوية في أستراليا تحذيرًا من حدوث تسونامي، فأصدر تحذيرًا على الأرض فيجزيرة نورفولك وجزيرة لورد هاو، وتحذيرًا بحريًا للساحل الشرقي لأستراليا وتسمانيا وجزيرة ماكواري. في 16 يناير، الساعة 06:55 بالتوقيت المحلي، صدرت تحذيرات من تسونامي في نيو ساوث ويلز وكوينزلاند وفيكتوريا وتسمانيا.
أبلغت وكالة الأرصاد الجوية اليابانية السكان أن اضطرابًا طفيفًا في البحر يمكن أن يحدث دون أي ضرر. حيث لن يشكل تسونامي تهديدًا للساحل الياباني. قال مسؤولون في الوكالة إن ارتفاع مستوى سطح البحر لن يزيد عن 20 سنتيمتر (7.9 بوصة) لمدة 24 ساعة من الساعة 9:00 مساء توقيت اليابان. صدر تحذير من تسونامي في جزر أمامي وجزر توكارا مع توقع حدوث موجات تصل إلى 3 متر (9.8 قدم). صدرت تحذيرات إضافية للساحل الشرقي والجنوبي الشرقي من موجات يصل ارتفاعها إلى 1 متر (3 قدم 3 بوصة). وصدر أمر تحذير وأمر إخلاء إلى محافظة إيواته، كما صدرت أوامر إخلاء لست محافظات أخرى. وقالت وكالة إدارة الحرائق والكوارث (FDMA) إنه جرى إجلاء 210 ألفًا من السكان الذين يعيشون في المحافظات السبع.
أصدر المركز الوطني للتحذير من تسونامي تحذيرًا من حدوث تسونامي على طول الساحل الغربي للولايات المتحدة وكولومبيا البريطانية في كندا. تضمن التحذير جميع المناطق الأمريكية على طول الساحل الغربي من جنوب كاليفورنيا إلى ألاسكا. وجرى إغلاق الشواطئ، وطُلب من سكان الساحل الانتقال إلى مناطق أعلى. من المتوقع أن تصل موجات تسونامي بقياس 1–2 قدم (0.30–0.61 م) إلى الشواطئ في وقت مبكر من الساعة 7:30 صباحًا بتوقيت المحيط الهادي (UTC − 8) على طول الساحل الأوسط في كاليفورنيا. كان من المتوقع أن تتلقى سان فرانسيسكو موجات في الساعة 8:10. ومن المتوقع حدوث أعلى موجات تسونامي بعد ساعة إلى ساعتين من وصول الموجات الأولى. صدر تحذير من تسونامي لكامل ولاية هاواي. وصدرت الإرشادات في كندا على طول السواحل الشمالية والوسطى لكولومبيا البريطانية، وأرخبيل Haida Gwaii وجزيرة فانكوفر. لم يصدر أمر إخلاء، ولكن جرى حث الناس على تجنب الشواطئ والمراسي. كان مستوى التحذير منخفضًا بسبب ارتفاع الموجات المبلغ عنها، حيث كانت أقل من 91 سنتيمتر (36 بوصة). كما أصدرت تشيلي تحذيرًا من حدوث «تسونامي طفيف» لمعظم مناطقها الساحلية بما في ذلك جزيرة رابا نوي، وأُعلن إخلاء 12 منطقة أخرى.

## جهود الإنقاذ
تجري عمليات الإنقاذ في جزيرة أتاتا، الواقعة قبالة جزيرة تونغا الرئيسية بالقرب من نوكوالوفا بعد أن قيل إن تسونامي غمرت الجزيرة الصغيرة.

## المساعدة
قالت رئيسة وزراء نيوزيلندا جاسيندا أرديرن إن المسؤولين في وزارة الخارجية يناقشون تقديم المساعدة لتونغا. ووصفت أرديرن الأحداث في تونغا بأنها «مقلقة للغاية». في مؤتمر صحفي في الساعة 15:00 بتوقيت نيوزيلندا في 16 يناير، أعلنت أن الحكومة النيوزيلندية تقدم تبرعًا بقيمة 500 ألف دولار نيوزيلندي. جرى تجهيز موارد البحرية الملكية النيوزيلندية للإبحار. وسيجري إرسال طائرة RNZAF P3 Orion في رحلة استطلاعية بمجرد أن يكون ذلك آمنًا.